# Iglesia de San Pedro y San Pablo (Calasiao)
La Iglesia Parroquial de San Pedro y San Pablo es una iglesia barroca patrimonial. Se encuentra ubicado en Calasiao, Pangasinan en las Filipinas. La Iglesia que data de la época colonial española fue declarada Tesoro Nacional Cultural (debido a su antigüedad e historia) por el Museo Nacional de Filipinas y la Comisión Nacional para la Cultura y las Artes de Filipinas.
Pertenece a la Provincia Eclesiástica de la Arquidiócesis de Lingayén-Dagupán, en el Vicariato de San Pedro y San Pablo. Cuenta con una población católica de 57.840 personas con el día de fiesta designado del 29 de junio.